# Biombo climático
Biombo climático es el nombre que reciben las zonas que dividen diferentes climas. En algunos casos elevadas altitudes (cordilleras montañosas etc.)  no permiten que las nubes entren al territorio tras ella es decir al transpaís, dejando terrenos secos, como la Diagonal Árida que desde el desierto de Atacama  se extiende por efecto biombo a la cordillera de la costa en el territorio chileno o al este de la cordillera de los Andes  en gran parte del oeste y suroeste de Argentina, ha de tenerse en cuenta que las sequedades de gran parte de la Diagonal Árida del Cono Sur se debe no solo al efecto biombo provocando por las grandes altitudes montañosas sino que (como en el caso del desierto del Namib en Namibia) también se debe a las corrientes marinas de aguas oceánicas superficialmente frías que desecan el aire atmosférico como lo hacen la Corriente de Humboldt y la Corriente de las Malvinas procedentes de la Antártida, es decir en el caso de la Diagonal Árida del Cono Sur no solo se encuentra como importante factor la existencia del efecto biombo de la cordillera de los Andes con sus altitudes máximas sino también el efecto desecante de las corrientes frías oceánicas superficiales.
Un biombo climático  en el caso de las montañas o cordilleras genera microclimas en las laderas de las montañas, por lo general esos microclimas suelen ser húmedos e incluso hiperhúmedos (más de 1000 mm/año de precipitaciones en lluvias o en nevadas) pero la parte al sotavento  (es decir la parte más resguardada del frente de viento)  relativamente pocos kilómetros luego del "biombo"  montañoso en donde se condensa la humedad atmosférica sufre vientos desecantes por efecto Föhn debido a la adiabasis o recalentamiento de las moléculas de aire al obtener mayor presión atmosférica  a medida que el viento o la corriente eólica desciende de altitud, la parte inmediatamente al biombo climático, es decir la parte a la "sombra" de las cordilleras u otras altitudes puede tener una estrecha franja de nimbosilva perhúmeda (es decir florestas muy densas merced a las grandes precipitaciones como ocurre en las yungas o en la selva valdiviana para luego dar lugar casi sin transición, si la isohieta que el biombo produce baja de los 500 mm/año, a zonas áridas xerófilas o si no esteparias  o incluso, cuando las precipitaciones en la zona ubicadas  tras el efecto biombo son muy pocas anualmente, desérticas).

También puede ocurrir en depresiones intermedias o en clima de desiertos. la parte que recibe el aire seco se llama sotavento y el que recibe el aire húmedo se llama barlovento.
- Datos: Q5728877